# Team CSC 2004
La squadra ciclistica danese Team CSC partecipò, nella stagione 2004, alle gare professionistiche su strada organizzate dall'Unione Ciclistica Internazionale.

## Organico

### Staff tecnico
GM=General Manager, TM=Team Manager, DS=Direttore Sportivo.
|  | Naz.                 | Ruolo | Sportivo         |  |  |  |
|  | -------------------- | ----- | ---------------- |  |  |  |
|  | Danimarca (bandiera) | GM    | Claus Lindholm   |  |  |  |
|  | Danimarca (bandiera) | TM    | Bjarne Riis      |  |  |  |
|  | Danimarca (bandiera) | DS    | Kim Andersen     |  |  |  |
|  | Francia (bandiera)   | DS    | Alain Gallopin   |  |  |  |
|  | Danimarca (bandiera) | DS    | Jørgen Marcussen |  |  |  |
|  | Danimarca (bandiera) | DS    | Per Pedersen     |  |  |  |
|  | Danimarca (bandiera) | DS    | Johny Weltz      |  |  |  |
|  | Australia (bandiera) | DS    | Sean Yates       |  |  |  |

### Rosa
|  | Naz.                   |  | Sportivo                | Anno |  |  |
|  | ---------------------- |  | ----------------------- | ---- |  |  |
|  | Norvegia (bandiera)    |  | Kurt-Asle Arvesen       | 1975 |  |  |
|  | Italia (bandiera)      |  | Michele Bartoli         | 1970 |  |  |
|  | Italia (bandiera)      |  | Ivan Basso              | 1977 |  |  |
|  | Danimarca (bandiera)   |  | Michael Blaudzun        | 1973 |  |  |
|  | Spagna (bandiera)      |  | Manuel Calvente         | 1976 |  |  |
|  | Danimarca (bandiera)   |  | Bekim Christensen       | 1973 |  |  |
|  | Danimarca (bandiera)   |  | Thomas Bruun Eriksen    | 1979 |  |  |
|  | Italia (bandiera)      |  | Fabrizio Guidi          | 1972 |  |  |
|  | Russia (bandiera)      |  | Vladimir Gusev          | 1982 |  |  |
|  | Paesi Bassi (bandiera) |  | Tristan Hoffman         | 1970 |  |  |
|  | Danimarca (bandiera)   |  | Frank Høj               | 1973 |  |  |
|  | Germania (bandiera)    |  | Jörg Jaksche            | 1976 |  |  |
|  | Stati Uniti (bandiera) |  | Bobby Julich            | 1971 |  |  |
|  | Austria (bandiera)     |  | Peter Luttenberger      | 1972 |  |  |
|  | Danimarca (bandiera)   |  | Jimmi Madsen            | 1969 |  |  |
|  | Danimarca (bandiera)   |  | Lars Michaelsen         | 1969 |  |  |
|  | Italia (bandiera)      |  | Andrea Peron            | 1971 |  |  |
|  | Danimarca (bandiera)   |  | Jakob Piil              | 1973 |  |  |
|  | Danimarca (bandiera)   |  | Michael Sandstød        | 1968 |  |  |
|  | Spagna (bandiera)      |  | Carlos Sastre           | 1975 |  |  |
|  | Lussemburgo (bandiera) |  | Andy Schleck (stagista) | 1985 |  |  |
|  | Lussemburgo (bandiera) |  | Fränk Schleck           | 1980 |  |  |
|  | Regno Unito (bandiera) |  | Maximilian Sciandri     | 1967 |  |  |
|  | Danimarca (bandiera)   |  | Nicki Sørensen          | 1975 |  |  |
|  | Danimarca (bandiera)   |  | Brian Vandborg          | 1981 |  |  |
|  | Germania (bandiera)    |  | Jens Voigt              | 1971 |  |  |

## Palmarès

### Corse a tappe
- Tour Méditerranéen

5ª tappa (Jörg Jaksche)
Classifica generale (Jörg Jaksche)
- Paris-Nice

1ª tappa (Jörg Jaksche)
Classifica generale (Jörg Jaksche)
- Critérium International

2ª tappa (Jens Voigt)
3ª tappa (Jens Voigt)
Classifica generale (Jens Voigt)
- Vuelta al País Vasco

5ª tappa, parte a (Jens Voigt)
5ª tappa, parte b (Bobby Julich)
- Giro di Baviera

Classifica generale (Jens Voigt)
- Tour de la Région Wallonne

2ª tappa (Fabrizio Guidi)
- Tour de France

12ª tappa (Ivan Basso)
- Post Danmark Rundt

2ª tappa (Fabrizio Guidi)
4ª tappa (Jens Voigt)
Classifica generale (Kurt Asle Arvesen)

### Corse in linea
- Grand Prix Herning (Frank Høj)
- LuK Challenge (Bobby Julich e Jens Voigt, cronocoppie)
- Giro dell'Emilia (Ivan Basso)
- CSC Invitational (Lars Michaelsen)

### Campionati nazionali
- Campionati danesi

In linea (Michael Blaudzun)
Cronometro (Michael Sandstød)

## Classifiche UCI

### Individuale
Piazzamenti (prime 100 posizioni) dei corridori del Team CSC nella classifica individuale UCI 2004.
| Pos. | Ciclista          | Punti   |
| ---- | ----------------- | ------- |
| 11   | Ivan Basso        | 1424,50 |
| 19   | Jens Voigt        | 1276,00 |
| 30   | Bobby Julich      | 860,00  |
| 51   | Jörg Jaksche      | 662,00  |
| 57   | Carlos Sastre     | 633,00  |
| 66   | Kurt Asle Arvesen | 582,00  |
| 69   | Frank Høj         | 564,00  |

### Coppa del mondo
Piazzamenti dei corridori del Team CSC nella classifica individuale di Coppa del mondo 2004. La classifica è basata sui punti ottenuti da ciascun atleta nelle dieci classiche in calendario.
| Pos. | Ciclista        | Punti |
| ---- | --------------- | ----- |
| 13   | Frank Høj       | 40    |
| 27   | Michele Bartoli | 18    |

Non classificati (ai sensi dell'art. 2.11.010 del codice UCI):
- Ivan Basso - 106 punti
- Tristan Hoffman - 70 punti
- Frank Høj - 40 punti
- Fabrizio Guidi - 24 punti
- Vladimir Gusev - 20 punti
- Nicki Sørensen - 5 punti
- Lars Michaelsen - 3 punti

Per quanto concerne la graduatoria a squadre di Coppa del mondo, il Team CSC chiuse in ottava posizione con 33 punti.